# Albert Rudolph
Albert Rudolph dit Rudi ou Swami Rudrananda (24 janvier 1928, Brooklyn, New York — 21 février 1973, Catskills) était un guru américain auto-proclamé, un des premiers à promouvoir la spiritualité orientale aux États-Unis, et vendeur d’objets d’art (sa boutique de Manhattan aurait contenu une des plus grandes collections d’art asiatique du monde,).
En 1959, il commence à recevoir des étudiants dans sa boutique avec lesquelles il pratique Shaktipat, selon la tradition hindouiste. En 1961, il rencontre Swami Venkatesananda (en) dont il reste l’ami toute sa vie. En 1962, il devient disciple de Swami Muktananda en Inde. En 1964, Franklin Albert Jones, qui allait devenir un gourou notable aux États-Unis, devient son élève,. En 1966, Rudi obtient le titre de Swami Rudrananda de la part de Muktananda. En 1970, il organise le premier voyage de Muktananda aux États-Unis. En 1971, il quitte cependant ce dernier.
En 1968, il crée son propre ashram en rachetant un hôtel dans le Borscht Belt à Big Indian dans l’État de New York qu’il appelle Shree Gurudev Rudrananda Yoga Ashram. En 1972, Albert Rudolph a fondé 14 ashrams aux États-Unis et 3 en Europe.
Il meurt le 21 février 1973 dans un accident d’avion dans les Catskills, dont les trois autres occupants sont sortis indemnes.